# Ofolanga
Ofolanga ist eine Insel im Norden von Haʻapai im Pazifik. Sie gehört politisch zum Königreich Tonga. Die Insel hat ca. 90 Bewohner.

## Geografie
Das Motu liegt an der Nordspitze des Archipels Lifuka und gehört kommunal zu Ha`ano. Im Süden ist die nächste Insel Moʻungaʻone. Im Osten ist die nächstgelegene Insel Luahoko im Zentrum der Lagune. Die Insel ist von einem relativ breiten Riffsaum umgeben mit den Punkten Puhi und Faihava Point. Auf der Insel liegt der Ort Puleieia (Buleieia).

## Klima
Das Klima ist tropisch heiß, wird jedoch von ständig wehenden Winden gemäßigt. Ebenso wie die anderen Inseln der Haʻapai-Gruppe wird Ofolanga gelegentlich von Zyklonen heimgesucht.